# Los Guajitos
Los Guajitos är en ort i Mexiko.   Den ligger i kommunen Soledad de Doblado och delstaten Veracruz, i den sydöstra delen av landet, 290 km öster om huvudstaden Mexico City. Los Guajitos ligger 74 meter över havet och antalet invånare är 403.
Terrängen runt Los Guajitos är platt. Runt Los Guajitos är det ganska tätbefolkat, med 104 invånare per kvadratkilometer. Närmaste större samhälle är Soledad de Doblado, 6,7 km söder om Los Guajitos. Omgivningarna runt Los Guajitos är en mosaik av jordbruksmark och naturlig växtlighet.